# Ludvík Mühlstein
Ludvík Mühlstein (16. června 1932 České Budějovice – 21. srpna 2019 České Budějovice) byl český rozhlasový redaktor, dramaturg a moderátor, ornitolog, spisovatel.

## Život
Žil v Českých Budějovicích. Jeho otec napsal knižku pro děti s názvem Vláďa hlásí finále, ve kterém je popsán příběh českobudějovického chlapce, který shodou náhod reportoval důležitý mezinárodní fotbalový zápas. Tento příběh se stal předznamenáním jeho dalšího působení. Od roku 1951 působil, po studiu na reálném českobudějovickém gymnáziu, v Československém rozhlasu, kde mj. působil též v oblasti sportovních reportáží, případně jako režisér a moderátor. Působil i v literární redakci, režíroval náročné pořady poezie, literární pásma, ale i rozhlasové scénky, kabarety a živě vysílané estrády. Za více než čtyřicet let své rozhlasové práce obsáhl všechny literární žánry a též široce informoval o dění v jihočeském regionu. Většina pořadů se natáčela v Českých BudějovicíchS režisérem Otakarem Bílkem založil v roce 1956 dětský dramatický rozhlasový soubor, který vedl dalších čtyřicet let. Vedl v českobudějovickém rozhlase i moderátorskou školičku pro děti
Od roku 1962 byl členem České ornitologické společnosti. Od roku 1991 byl členem Obce spisovatelů. Byl milovníkem přírody, ornitologem a autorem knih s přírodní tematikou. V terénu pořizoval nahrávky ptačích hlasů. Sportovní tematice se věnoval v knize Hvězdy z rybníků. Pohřben byl na českobudějovickém hřbitově u sv. Otýlie (u jižní ohradní zdi).

### Ocenění
- 1996 Cena generálního ředitele Českého rozhlasu Vlastimila Ježka za mimořádně dlouhodobý přínos pro Český rozhlas.[5]

## Dílo

### Knihy
- Hvězdy z rybníků
- Kam pěšiny nevedou
- Kde krouží čápi
- Od ledňáčka k orlům
- Povídky z udice
- Šumavským tichem
- Toulky ve stínu křídel
- Za ptačím voláním
- Zelená a modrá setkání

### Rozhlasové pořady - výběr
- Chuť domova (mozaika o literárním životě v Jihočeském kraji)
- Schůzky s literaturou ( pásmo pro krajské i celostátní vysílání)
- Pokračování za pět minut ( letní četby na pokračování)
- Modrá pětka (pořad pro děti nahrazující Foglarovy Rychlé šípy)
- Rádio na polštář (pořad pro děti společně s pražskou redakcí)
- Meteor (pořad o vědě a technice pro děti ve spolupráci s pražskou redakcí)
- Rozhlasové hry pro děti a mládež, např. V. Stýblová: Modrá a bílá; M. Šrámek: Veselé vánoční hody; Můj přítel Amundsen; 9 částí četby knihy M.Twain: Dobrodružství T. Sawyera a Hucka Finna.